# Kostra zápěstí

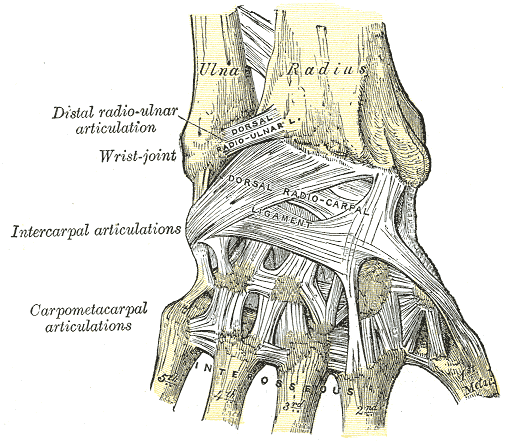
Kostra zápěstí

Kostra zápěstí (Carpus) je u lidí tvořená 8 kůstkami uspořádanými do 2 řad. První proximální řada kůstek je kloubně spojena s kostmi předloktí, druhá distální řada kůstek je kloubně spojena s kostmi záprstními (ossa metacarpi).
Názvy první proximální řady kůstek z palcové strany: člunkovitá (také loďkovitá, os scaphoideum), poloměsíčitá k. (os lunatum), trojhranná (trojboká) k. (os triquetrum), hrášková k. (os pisiforme)
Názvy druhé distální řady kůstek z palcové strany: trapézová k. (os trapesium), trapézovitá k.-menší než trapézová (os trapesoideum), hlavatá k. (os capitatum), hákovitá k. (os hamatum)
Mezi sebou jsou všechny kůstky kloubně spojeny a to zajišťuje pohyblivost dlaně (ruky).